# St. Paul (Missouri)
St. Paul – miasto w Stanach Zjednoczonych, w stanie Missouri, w hrabstwie St. Charles.